# ماهی مرکب اروپایی
ماهی مرکب اروپایی (نام علمی: Loligo vulgaris) گونه‌ای ماهی‌های مرکب مدادی است که در سال ۱۷۹۸ توصیف علمی شد. این گونه از سواحل دریای شمال تا سواحل غرب آفریقا به وفور وجود دارد. عمق محل زندگی ماهی مرکب اروپایی از سطح آب تا ژرفای ۵۰۰ متر قابل تغییر است. عضله (پاها) جانبی این گونه تا ۴۰ سانتی متر هم می‌رسد. ماهی مرکب اروپایی به وسیله شرکت‌های شیلات به صورت گسترده صید می‌گردد. سابقاً" ماهی مرکب دماغه امید نیک (نام علمی: Loligo reynaudii) جزء زیرگونه ماهی مرکب اروپایی تلقی می‌شد.